# 1788
1788 (MDCCLXXXVIII) je bilo prestopno leto, ki se je po gregorijanskem koledarju začelo na torek, po 11 dni počasnejšem julijanskem koledarju pa na soboto.

## Dogodki
- družina Vošnjak v Šaleški dolini v Šoštanju ustanovi prvo usnjarsko delavnico.

## Rojstva
- 1. januar - Étienne Cabet, francoski filozof in utopični socialist († 1856)
- 22. februar - Arthur Schopenhauer, nemški filozof († 1860)
- 8. marec - William Hamilton, škotski filozof († 1856)
- 16. maj - Friedrich Rückert, nemški pesnik, prevajalec († 1866)
- 9. oktober - Jožef Košič, slovenski pesnik, pisatelj, etnolog in duhovnik († 1867)
- 8. november - Mihael Bertalanitš slovenski pesnik in učitelj († 1856)
- 14. oktober - sir Edward Sabine, irski astronom, fizik, ornitolog, raziskovalec († 1883)

## Smrti
- 16. april - Georges-Louis Leclerc de Buffon, francoski naravoslovec, biologmatematik, kozmolog (* 1707)
- 8. maj - Giovanni Antonio Scopoli, italijanski naravoslovec (* 1723)
- 21. junij - Johann Georg Hamann, nemški filozof in pisatelj (* 1730)
- 2. avgust - Thomas Gainsborough, angleški slikar (* 1727)